# NGC 1791
NGC 1791 (również ESO 56-SC41) – gromada otwarta, znajdująca się w gwiazdozbiorze Góry Stołowej. Należy do Wielkiego Obłoku Magellana. Odkrył ją John Herschel 16 grudnia 1835 roku.